# Port lotniczy Braga
Port lotniczy Braga – port lotniczy położony w mieście Braga (Portugalia). Obsługuje połączenia krajowe.